# إتش تي سي فايف
إتش تي سي فايف (بالإنجليزية: HTC Vive) هو جهاز واقع افتراضي من تطوير كل من شركة الاتصالات إتش تي سي وشركة ألعاب الفيديو فالف. يقوم الجهاز بتحويل الغرفة إلى ثلاثية الأبعاد عبر أجهزة الاستشعار مما يسمح للمستخدم بالتنقل بشكل طبيعي. تم الكشف عنه خلال ملتقى عالم الهاتف النقال في سنة 2015 خلال مؤتمر إتش تي سي. حصل الجهاز منذ الإعلان عنه على 22 جائزة في معرض الإلكترونيات الاستهلاكية.

## وصلات خارجية
- SteamVR website